# Fuerte San Fernando de las Barrancas
El Fuerte San Fernando de las Barrancas fue un fuerte español del siglo XVIII situado en Memphis, Tennessee, EE. UU.

## Historia
Tras el apoyo español a los EE. UU. durante la guerra de Independencia, el gobernador barón de Carondelet ordenó el establecimiento de fuerte para asegurar la soberanía de la Luisiana española mediante una línea norte a sur constituida por San Luis, Nuevo Madrid (ambas en el actual Misuri) y el fuerte de San Fernando de las Barrancas. Tras el acuerdo de Manuel Gayoso de Lemos con los Chicksaw, fue fundado en mayo de 1795.Los Chicksaw solicitaron a España mantener el control de la caza en la región frente a los Choctaw. Contaba con una guarnición de ciento cincuenta hombres que permitiría, además, reivindicar las lomas de Chickasaw (Chicasaw Bluff) en la orilla este del río Misisipi.  Al igual que sucediera con el fuerte Confederación (condado de Sumter, Alabama) fue desmantelado en 1797 tras el tratado de San Lorenzo (1795) entre España y EE. UU. por el que España desistía de reclamar territorios al este del Misisipi norte del paralelo paralelo 31 norte. Su último comandante fue Vicente Folch y su guarnición fue trasladada al fuerte Esperanza en la otra orilla del río, cerca de la moderna Marion, Arkansas. 

## Descripción
Su ubicación exacta en la confluencia de los ríos Wolf y Misisipi es desconocida. El fuerte comprendía edificios para la residencia de la guarnición y el capitán, así como edificios auxiliares, y una empalizada. Fue desmantelado y sus elementos trasladados a fuerte Esperanza (Marion, Arkansas) en 1797.